# Tuussaari
Tuussaari är en ö i Finland. Den ligger i sjön Tuusjärvi och i kommunen Rantasalmi i den ekonomiska regionen  Nyslotts ekonomiska region  och landskapet Södra Savolax, i den södra delen av landet, 260 km nordost om huvudstaden Helsingfors. Öns area är 45 hektar och dess största längd är 1,6 kilometer i sydöst-nordvästlig riktning.